# Mena Suvari
Mena Alexandra Suvari (n. 13 februarie 1979, Newport, Rhode Island, SUA) este o actriță, designer de modă și fotomodel american.
Ea a căpătat renume internațional pentru rolurile sale în filmele din 1999 American Beauty ca Angela Hayes (nominalizată la Premiul BAFTA), și pentru Heather în American Pie (1999). Ea a reluat rolul lui Heather în American Pie 2 (2001) și American Reunion (2012). A mai jucat în filme ca The Rage: Carrie 2 (1999), Loser (2000), Sugar & Spice (2001), Spun (2002), Trauma (2004) și seria de drame ale HBO Six Feet Under in 2004.
Mena Suvari este model al Lancôme.

## Filmografie

### Film
| An   | Titlu                             | Rol                 | Note |
| ---- | --------------------------------- | ------------------- | --- |
| 1997 | Kiss the Girls                    | Coty Pierce         | |
| 1997 | Snide and Prejudice               | Geli Raubal         | |
| 1997 | Nowhere                           | Zoe                 | |
| 1998 | Slums of Beverly Hills            | Rachel Hoffman      | |
| 1999 | American Pie                      | Heather             | Young Hollywood Award for Best Breakthrough Female Performance (also for American Beauty) |
| 1999 | The Rage: Carrie 2                | Lisa Parker         | |
| 1999 | American Beauty                   | Angela Hayes        | Online Film Critics Society Award for Best Cast Screen Actors Guild Award for Outstanding Performance by a Cast in a Motion Picture Young Hollywood Award for Best Breakthrough Female Performance (also for American Pie) Nominated—BAFTA Award for Best Actress in a Supporting Role Nominated—Teen Choice Award for Choice Breakout Performance |
| 2000 | Loser                             | Dora Diamond        | |
| 2000 | American Virgin                   | Katrina Bartalotti  | |
| 2001 | The Musketeer                     | Francesca Bonacieux | |
| 2001 | American Pie 2                    | Heather             | |
| 2001 | Sugar & Spice                     | Kansas Hill         | |
| 2002 | Sonny                             | Carol               | |
| 2002 | Spun                              | Cookie              | |
| 2004 | Trauma                            | Charlotte           | |
| 2004 | Standing Still                    | Lana                | |
| 2005 | Edmond                            | Prostitute          | |
| 2005 | Rumor Has It                      | Annie               | |
| 2005 | Domino                            | Kimmie              | |
| 2005 | Beauty Shop                       | Joanne Marcus       | |
| 2006 | Factory Girl                      | Richie Berlin       | |
| 2006 | Orpheus (TV film)                 | Sue Ellen           | |
| 2006 | Caffeine                          | Vanessa             | |
| 2006 | The Dog Problem                   | Jules               | |
| 2006 | Final Fantasy VII Advent Children | Aerith Gainsborough | Voice |
| 2007 | Brooklyn Rules                    | Ellen               | |
| 2007 | Stuck                             | Brandi Boski        | |
| 2008 | Day of the Dead                   | Sarah Cross         | |
| 2008 | The Mysteries of Pittsburgh       | Phlox Lombardi      | |
| 2008 | The Garden of Eden                | Catherine Bourne    | |
| 2010 | You May Not Kiss the Bride        | Tonya               | |
| 2010 | No Surrender                      | Amelia Davis        | |
| 2011 | Restitution                       | Heather             | |
| 2012 | American Reunion                  | Heather             | |
| 2012 | The Knot                          | Sarah               | |
| 2014 | Don't Blink                       | Tracy               | |
| 2015 | Badge of Honor                    | Jessica Dawson      | |

### Televiziune
| An        | Titlu                               | Rol                   | Note |
| --------- | ----------------------------------- | --------------------- | --- |
| 1995–1996 | Boy Meets World                     | Laura and Hillary     | Episodes "Danger Boy" and "The Grass Is Always Greener"                                                     |
| 1996      | Minor Adjustments                   | Emily                 | Episode "A Fish Story"                                                                                      |
| 1996      | ER                                  | Laura-Lee Armitage    | Episode "Last Call"                                                                                         |
| 1996–1997 | High Incident                       | Jill Marsh            | 3 episodes                                                                                                  |
| 1997      | Chicago Hope                        | Ivy Moore             | Episode "Sympathy for the Devil"                                                                            |
| 1999      | Atomic Train                        | Grace Seger           | TV movie |
| 2004      | Six Feet Under                      | Edie                  | 7 episodes Nominated—Screen Actors Guild Award for Outstanding Performance by an Ensemble in a Drama Series |
| 2008      | Sex and Lies in Sin City            | Sandy Murphy          | TV movie |
| 2010      | Psych                               | Allison Cowley        | Episode "Yang 3 in 2D" (5.16)                                                                               |
| 2011      | The Cape                            | Dice                  | Episode "Dice" (1.05)                                                                                       |
| 2011      | American Horror Story: Murder House | Elizabeth Short       | 2 episodes: "Spooky Little Girl" and "Afterbirth"                                                           |
| 2012      | Never Mind The Buzzcocks            | Herself               | Series 26, Episode 3                                                                                        |
| 2013      | Chicago Fire                        | Isabelle              | 7 episoade                                                                                                  |
| 2013      | Hollywood Game Night                | Herself               | Episode: "What's Cooking on Game Night"                                                                     |
| 2013      | Lakewood Plaza Turbo                | Enid / Ginger         | Voice role                                                                                                  |
| 2015      | South of Hell                       | Maria Abascal/Abigail | Lead role                                                                                                   |
| 2016      | Inside Amy Schumer                  | Herself               | Episode: Psychopath Test                                                                                    |

### Jocuri video
- 2006: Kingdom Hearts II (ca Aerith Gainsborough)
- 2016: OK K.O.! Lakewood Plaza Turbo (ca Enid)